# Paul Paray
Paul Charles Paray (ur. 24 maja 1886 w Le Tréport, zm. 10 października 1979 w Monte Carlo) – francuski dyrygent i kompozytor.

## Życiorys
Podstawy edukacji muzycznej odebrał u ojca, dyrygenta i organisty amatora, następnie kształcił się u Henriego Dalliera w Rouen. W latach 1904–1911 studiował w Konserwatorium Paryskim, gdzie jego nauczycielami byli Xavier Leroux (harmonia), Georges Caussade (kontrapunkt) i Charles Lenepveu (kompozycja). W 1911 roku zdobył Prix de Rome za kantatę Yanitza. Po wybuchu I wojny światowej zmobilizowany do wojska, dostał się do niewoli niemieckiej i przebywał w obozie jenieckim w Darmstadt. Od 1920 roku współpracował z Orchestre des Concerts Lamoureux w Paryżu, od 1923 do 1928 roku był jej pierwszym dyrygentem. Od 1929 do 1945 roku dyrygował Orchestre Philharmonique de Monte-Carlo. W latach 1934–1940 i 1944–1956 był dyrygentem Orchestre Colonne w Paryżu. W 1951 roku został pierwszym dyrygentem i kierownikiem artystycznym Detroit Symphony Orchestra, którą kierował do 1963 roku. W 1977 roku poprowadził w Nicei koncert z okazji 90. rocznicy urodzin Marca Chagalla.
Jako dyrygent propagował muzykę francuską. Dla wytwórni Mercury Records dokonał licznych nagrań płytowych z kompozycjami Berlioza, Bizeta, Thomasa, Saint-Saënsa, Debussy’ego, Dvořáka i Sibeliusa. Poprowadził prawykonania utworów licznych kompozytorów współczesnych takich jak Albert Roussel, Maurice Duruflé, Florent Schmitt, Jacques Ibert, Georges Migot, Henri Tomasi. 
Skomponował m.in. kantatę Yanitza (1911), Mszę (1931), balet Artémis troublée (1922), Fantazję na fortepian i orkiestrę (1923), 2 symfonie (1935, 1940), Kwartet smyczkowy (1918), Sonatę skrzypcową (1908), Sonatę wiolonczelową (1919).